# FC Den Bosch
A Football Club Den Bosch labdarúgócsapat ’s-Hertogenboschban, Hollandiában, jelenleg a holland labdarúgó-bajnokság másodosztályában szerepel. 
Hazai mérkőzéseiket a 8500 fő befogadására alkalmas De Vliert stadionban játsszák.

## Története
A klubot 1965-ben alapították a BVV Den Bosch csapatának utódjaként, amely 1948-ban holland bajnok volt. A klub először az 1971–72-es idényben szerepelt a holland élvonalban, összesen pedig tizenhárom alkalommal szerepeltek eddig az élvonalban; 1983 és 1990 között hét éven keresztül őrizték tagságukat. 1991-ben a holland kupa döntőjébe is bejutottak, amelyet a Feyenoord csapata ellen egyetlen góllal veszítettek el. A klub legutóbb a 2004–05-ös idényben szerepelt a holland élvonalban.

## Sikerei
- Holland másodosztály
  - 1. hely (4): 1970–71, 1998–99, 2000–01, 2003–04
- Holland kupa
  - Ezüstérmes (1): 1990–91

## Jelenlegi keret
2024. január 29. állapotoknak megfelelően.
| #  |     | Poszt | Név                                                  |
| -- | --- | ----- | ---------------------------------------------------- |
| 3  | NED | V     | Victor van den Bogert                                |
| 4  | NED | KP    | Yuya Ikeshita                                        |
| 5  | ENG | V     | Luke Mbete (kölcsönben a Manchester Citytől)         |
| 6  | USA | KP    | Gedion Zelalem                                       |
| 7  | MAR | KP    | Anass Ahannach                                       |
| 8  | NED | KP    | Steven van der Heijden                               |
| 9  | NED | CS    | Vieiri Kotzebue                                      |
| 10 | NED | KP    | Salah-Eddine Oulad M'Hand (kölcsönben az Arsenaltól) |
| 11 | NED | CS    | Danny Verbeek                                        |
| 14 | NED | V     | Nick de Groot                                        |
| 15 | NED | V     | Teun van Grunsven                                    |
| 16 | CUR | KP    | Jaron Vicario                                        |
| 17 | LIT | CS    | Tomas Kalinauskas                                    |
| 18 | NED | V     | Rik Mulders                                          |

| #  |     | Poszt | Név                                               |
| -- | --- | ----- | ------------------------------------------------- |
| 19 | NED | CS    | Sebastiaan van Bakel                              |
| 20 | NED | KP    | Ryan Leijten                                      |
| 24 | NED | V     | Stan Maas                                         |
| 27 | JAM | V     | Ricardo Henning                                   |
| 28 | HUN | K     | Hegyi Krisztián (kölcsönben a West Ham Unitedtől) |
| 30 | GEO | KP    | Shalva Ogbaidze                                   |
| 31 | NED | K     | Lars Vrolijks                                     |
| 40 | NED | KP    | Ilias Boumassaoudi                                |
| 41 | NED | KP    | Rhino Goutier                                     |
| 45 | NED | V     | Dennis Gyamfi                                     |
| 47 | SDN | CS    | Sheddy Barglan                                    |
| 75 | POL | K     | Jakub Ojrzyński (kölcsönben a Liverpooltól)       |
| 99 | POL | CS    | Kacper Kostorz (kölcsönben a Pogoń Szczecintől)   |

## Híres labdarúgók
- Otman Bakkal
- Theo de Jong
- Hans Gillhaus
- Hendrie Krüzen
- Ruud van Nistelrooy
- Paul Verhaegh
- Michel Vorm
- Hans Vonk
- Rauno Sappinen
- Nászer Abdállah
- Kiprich József
- Željko Petrović